# Gymnasium Laurentianum Köln
Das Gymnasium Laurentianum war eines der frühneuzeitlich ersten Kölner Gymnasien, das durch die französische Besatzungsmacht 1798 aufgelöst worden ist.
Erste gelehrte Schulen entstanden aus kleineren Kollegien, die auf ein Studium an der Universitas Studii Coloniensis vorbereiteten und teilweise auch Vorlesungen der Artistenfakultät in ihren Räumen anboten, und die sich dann im Laufe der Zeit zu drei großen privaten Bildungseinrichtungen – den Bursen – vereinigten. Eine dieser Großbursen entstand in der Nachfolge der für 1422 angeführten bursa florentissima, die dann nach einer größeren Stiftung des Magisters Laurentius Buninch den Namen bursa laurentiana erhielt. Sie befand sich bis 1594 in der heutigen Komödienstraße und später in der Straße „Op hoigher smitten“, der Name der damals zur Hohen Schmiede (dem heutigen Wallrafplatz) führenden Straße, die später den Namen An der Rechtschule erhielt. Die dort am Minoritenkloster bezogene Schulanlage erfuhr in der Folge eine Reihe von Um- oder Neubaumaßnahmen. Noch im Jahr 1766/67 wurde die aus mehreren, teilweise dreiachsigen Gebäuden bestehende Schulanlage umfassend erneuert.
Rund dreißig Jahre später wurden jedoch alle in der nunmehrigen französischen Verwaltungseinheit des Kantons Köln bestehenden Gymnasien, so auch das Gymnasium Laurentianum, nach einem Dekret des François Joseph Rudler im Oktober 1798 aufgehoben.

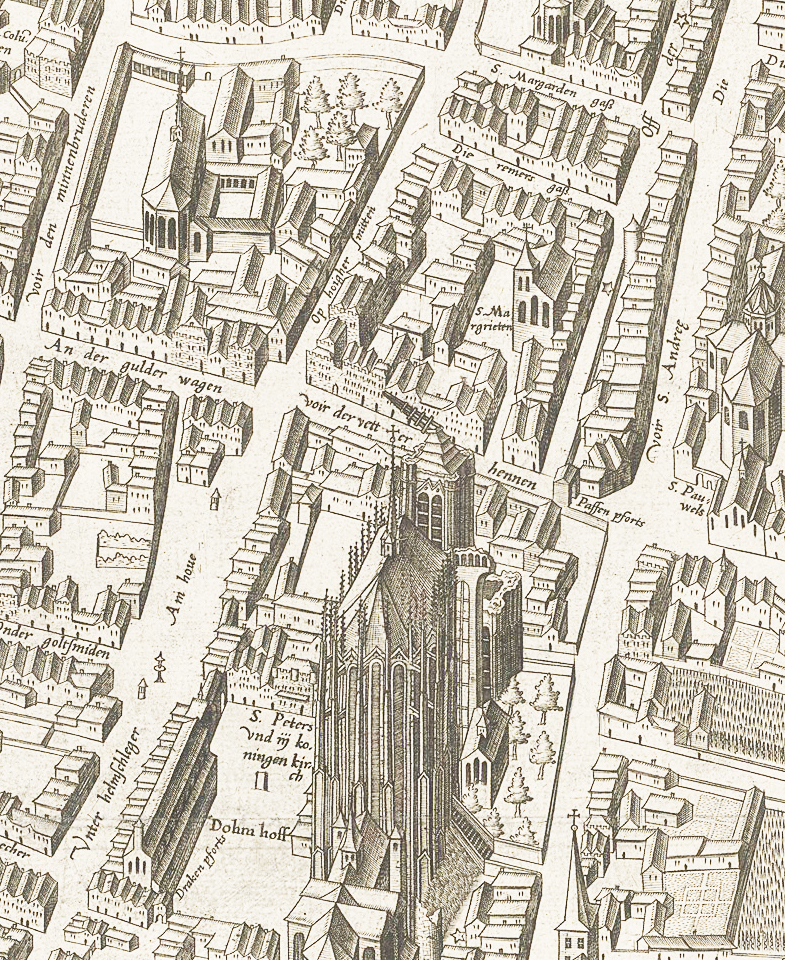
Die Straße „Voir St. Andreas“ und in der Verlängerung die Schmierstraße, sowie die nördlich vor Minoriten verlaufende Straße waren Standorte des Laurentianum

## Geschichte

### Lage und Ersterwähnung
Das erste Gelände der späteren Schule lag im mittelalterlichen Vorstadtbezirk Niederich an der Südseite der heutigen Komödienstraße. Die dortigen Grundstücke befanden sich unterhalb des Klosters „zo sent Marie garden“ mit seiner Kirche St. Maria ad Ortum und wurde in der Umgangssprache wegen eines Durchbruchs der alten Römermauer als am „Lysloch“ gelegen bezeichnet, ein Ort, an den noch heute ein Restturm der Kölner Stadtmauer – der Lysolphturm – erinnert.

### Stifter und Namensgeber
Ein an der „Smyerstasse“ gelegenes und 1371 erstmals in den Schreinseintragungen angeführtes Anwesen war zwischen den Jahren 1440 und 1453 im Besitz des Magisters Laurenz Berungen. In diesem Gebäude waren dann zwei kleinere Bursen aufgegangen, die bereits 1422 von dem Pariser Magister Henricus (oder Heinrich) de Campo begründete Schule auf dem Eigelstein, sowie eine kleine Einrichtung des Johann Hulshout von Mecheln, das 1416 in den Quellen angeführte, an der Südseite von Unter Sachsenhausen gelegene Haus Wolsak. Hulshout und der spätere Namensgeber der Burse Laurenz Buninch, waren beide ehemalige Schüler des Theologen de Campo, bei dem sie ein Studium der Theologie absolviert hatten. Ein weiterer Theologe an dieser zweiten, von den später insgesamt drei entstandenen Hauptbursen, die man auch die principales nannte, war bereits um 1450 aus diesem Zusammenschluss an der Schmierstraße ausgeschieden. Es war Johannes von Kuyck, de in der nördlichen Vorstadt Niederich an der Straße Eigelstein, die Bursa Cucana gründete, aus der sich das heutige Dreikönigsgymnasium entwickelte.
Laurenz Buninch aus Groningen, in frühen Quellenangaben auch Bunynk oder Bunyng v. Groeningen genannt, genoss bei den „Artisten“ ein hohes Ansehen und wurde dreimal Dekan der Fakultät. 1456 wurde er erster Nutznießer einer weiteren Art eingeführter Privilegien, zu der auch die für Professoren der Universität geschaffene Dompfründe „zweiten Grades“ gehörte. Er war 1442 in der theologischen Fakultät Licentiat geworden und avancierte 1442/43 zum Rektor der Universität. Nach Laurenz Buninch, der in allen Fakultäten ein hohes Ansehen hatte, erhielt die Laurentianerburse ihren Namen.

### Engagement einflussreicher Familien
Zu den herausragenden Stifternamen in der Geschichte des Laurentianum zählten die von Kampen, von Reuschenberg, von Manderscheid-Blankenheim und über Generationen die Mitglieder der von Franken-Siersdorf
De Campo, von Kampen
Heymericus de Campo wurde um das Jahr 1395 in Son bei Eindhoven geboren und hat an der Pariser Universität studiert. Er gehört zu den frühen Lehrern der Philosophie, die an der Kölner Bursa Laurentianum namentlich angeführt werden.
Der Quelleneintrag von 1459, in dem explizit der Besitz einer Privatperson angeführt wurde, wiederholte sich in der Entwicklung dieser Einrichtung nicht erneut. So wurden später von Privatleuten Immobilien erworben, die dann der bestehenden Schuleinrichtung als Stiftung zufielen. Es hieß 1479: „Johann Vornne v. Kampen kauft für seinen Bruder Prof. theol. Conr. de Campis die Häuser, die bei der Bursa Laurenti, genannt Zederwalt, gelegen sind“. Diese wurden 1496 zur Hälfte durch Professor von Kampen der Laurentianerburse vermacht. Auch im 16. Jahrhundert wurde die Einrichtung noch als Burse und nicht als Gymnasium bezeichnet. So 1528 als Bursa Laurenti, 1534 in den Aufzeichnungen des Hermann von Weinsberg bursa Laurentiana in der Smirstraisse, die er 1585 (1569 hatte der Umzug stattgefunden) als „alte Laurentianerburse“ bezeichnete.
So wie im Fall des Gymnasiums Montanum und anderer privater Lehranstalten, dürfte der Wechsel in städtischen Besitz auch bei der Einrichtung des Laurentianum stattgefunden haben, denn der Verkauf der als baufällig bezeichneten Anlage in der Schmierstraße wurde 1594 im Ratsprotokoll der Stadt aktenkundig.

### Ortswechsel und Weiterentwicklung
Im Jahr 1569 fand der Umzug der Anstalt an die zu dieser Zeit „Op hoigher smitten“ genannte Straße statt. Das bezogene Gebäude befand sich an der Nordseite der dortigen Klosteranlage und dehnte sich später bis fast zur Ecke der „Druisiansgasse“ aus. Es war die später von Ferdinand Franz Wallraf nach einem Bruder des Kaisers Tiberius benannte, heutige Drususgasse.
Unter dem Regenten Paul Kuickhoven aus Roermond wurden schon bald bauliche Verbesserungen durchgeführt, bei denen auch Teile des Klosters integriert wurden. Die Anstalt, die zuvor wegen ihres desolaten Zustandes nur noch wenige Besucher hatte, erlebte nun vorerst einen Aufschwung. Sie geriet jedoch schon unter dem nächsten Regenten, dem Lic. theol. Conrad Schulting von Steinwich, wieder in Verfall, sodass dieser 1592 zur Niederlegung des Amtes gedrängt worden war. Der Wissenschaft hinterließ Steinwich jedoch ein bedeutendes Werk über die Geschichte der Liturgie, seine „Binliotheca Ecclesiastica“.
Steinwich folgte Caspar Ulenberg, der schon seit 1574 an der Schule unterrichtet hatte und dann von 1592 bis 1611 Regens des Laurentianum geworden war. Unter Ulenberg erhielt die Anstalt ein neues Konviktgebäude. Ulenberg starb im Jahr 1617.
Die nach Professor Ulenberg beginnende, 167 Jahre andauernde Regentschaft am Laurentianum, die durch acht Mitglieder derselben Familie (von Franken-Siersdorf) ausgeübt wurde, blieb für die Kölner Schulgeschichte ein Einzelfall.

Stifter, Regenten und Schüler (Auswahl)
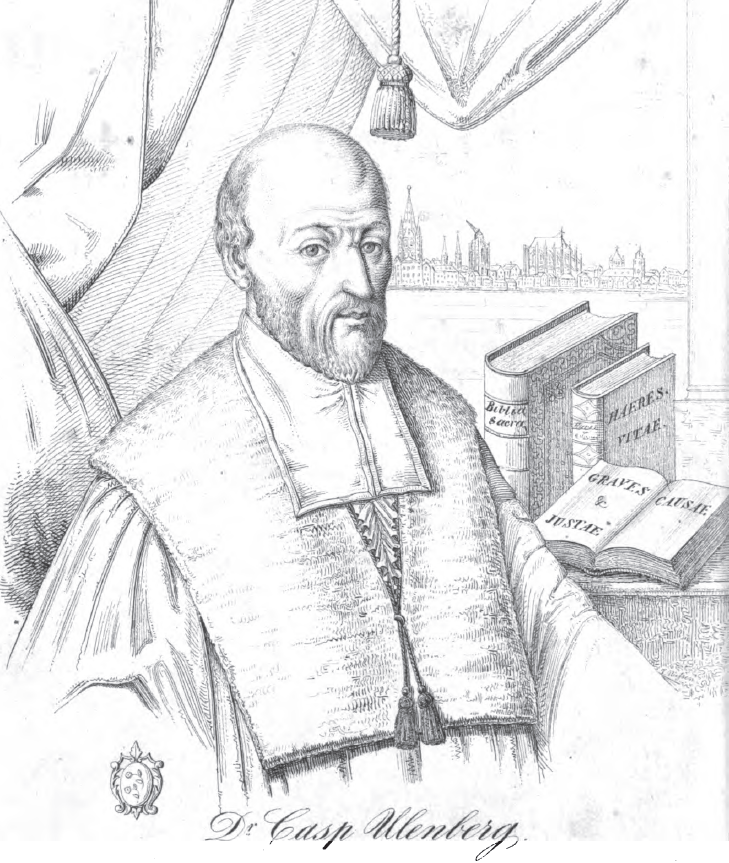
Caspar Ulenberg
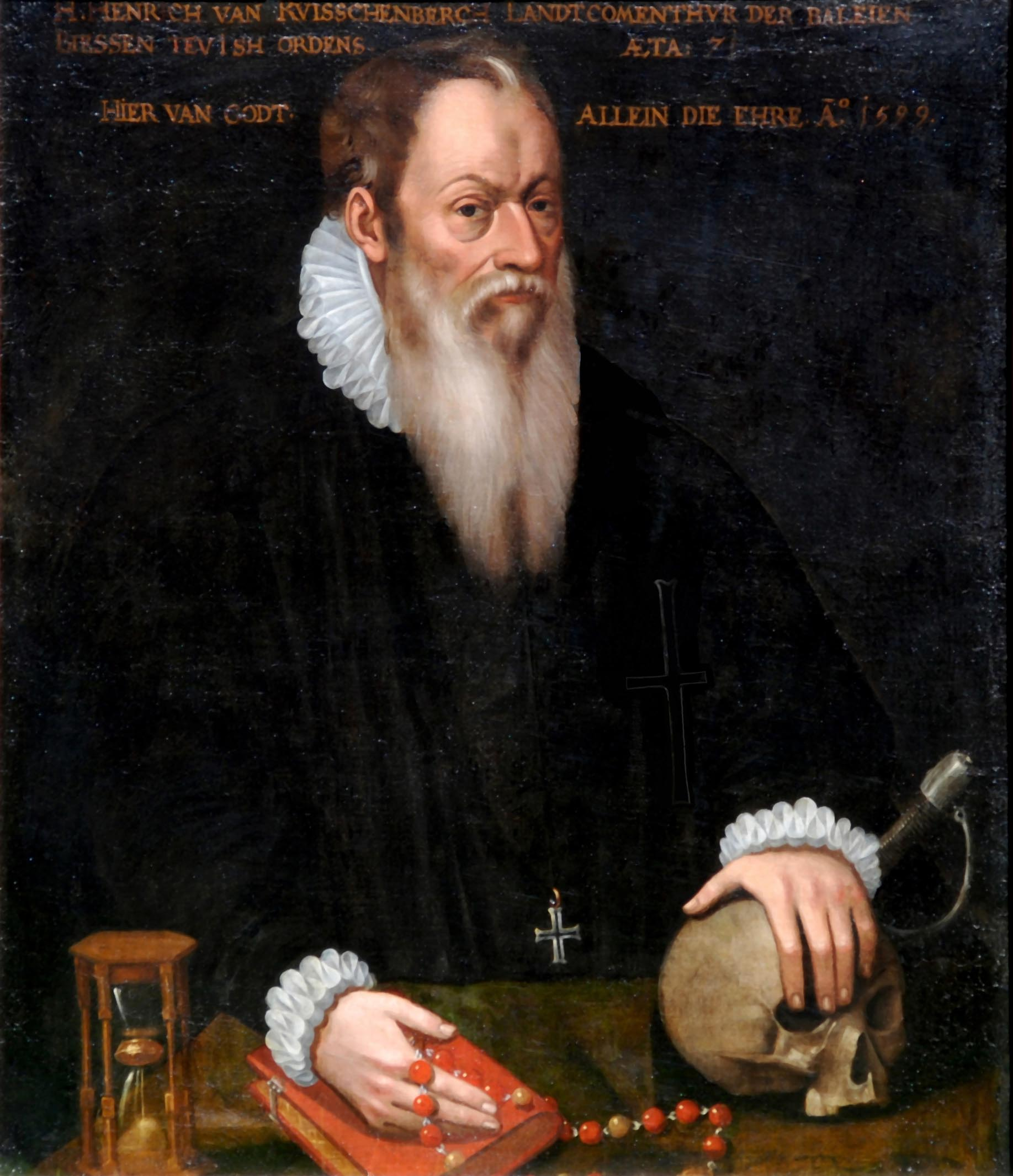
Heinrich von Reuschenberg
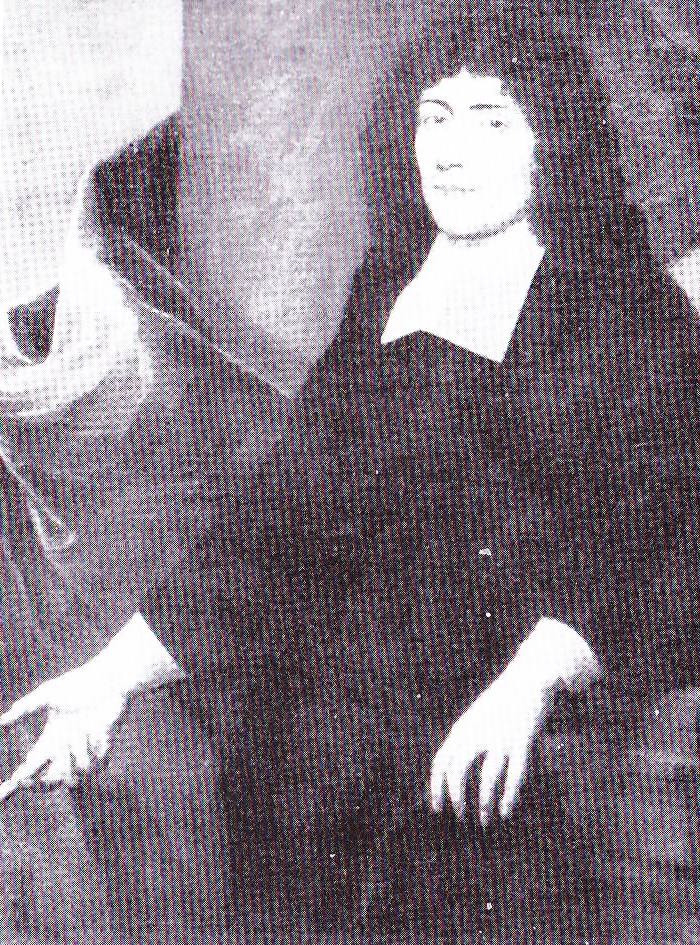
Franz Caspar von Francken-Sierstorpff
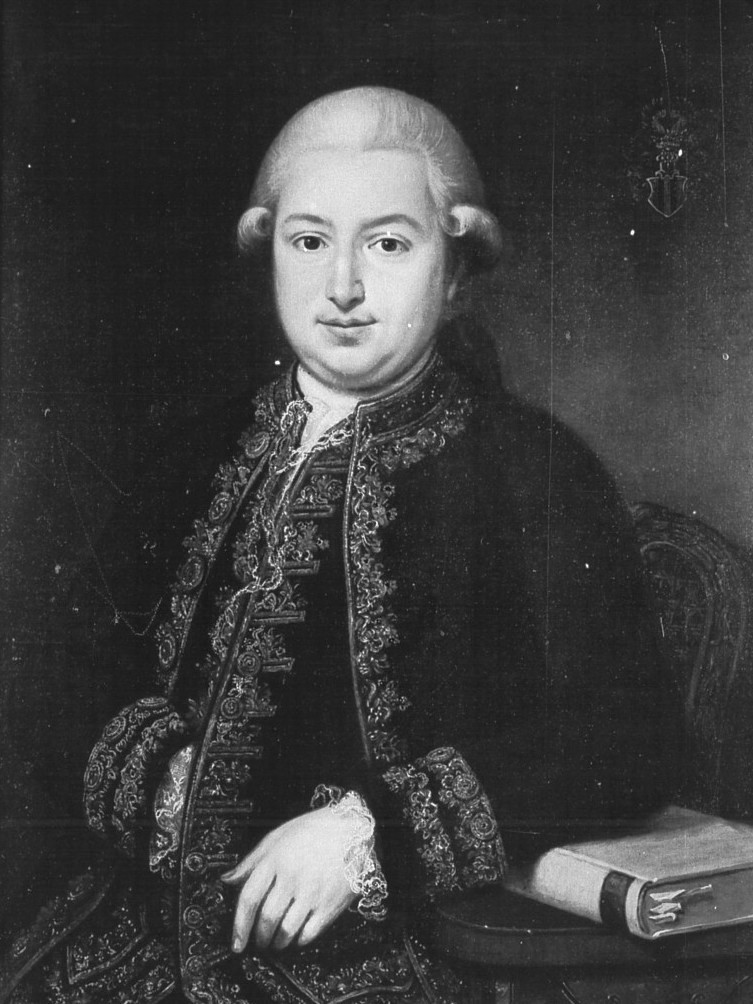
Johann Jakob von Wittgenstein

Dem Bestreben Ulenbergs, die Lehranstalt mit weiteren Unterkunftsmöglichkeiten für Schüler und Studenten auszustatten, folgte der aus Setterich stammende Landkomtur der Ballei Biesen des Deutschordens, Heinrich von Reuschenberg mit einer kombinierten Stiftung.
Reuschenberg, der großen Wert auf die Verbesserung der bestehenden Bildungsmöglichkeiten legte, engagierte sich auch in Köln. Um dem Mangel dieser Zeit an qualifizierten Geistlichen in den Orden abzuhelfen, stiftete er 1574/80 unter anderem dem Laurentianum die Mittel zur Errichtung eines größeren Gebäudes, das später als das „Reuschenberger Fundationsgebäu“ bezeichnet wurde und der Anstalt eine bedeutende Steigerung ihrer bisherigen Kapazität brachte. Zusätzlich vergab Reuschenberg zwölf Stipendien, davon drei für Adelige, drei für wohlhabende Bürgerliche und sechs für junge Männer aus der Schicht der armen Bevölkerung.

### Gebäudeanlagen der Neuzeit
Die Lehranstalt am Kloster der Minderbrüder bestand aus einer Gebäudegruppe unterschiedlicher Bauwerke und Ausrichtungen, zu denen auch integrierte Klostergebäude der Süd- und Ostseite vor der Minoritenkirche gehörten. Den Vorhof der Anlage betrat man durch ein von einer Heiligenfigur bekröntes Portal. Dort befand sich an der Ostseite zum Kloster hin ein Stufengiebelhaus, dem sich ein größeres gewalmtes, mit kleinem Glockenturm ausgestattetes Haus anreihte. Diesen folgten, den Hof weiter einfassend, ein weiteres Stufengiebelhaus mit angebautem Treppenturm und daran anstoßend ein größeres dreiachsiges Gebäude, welches zur Straße hin einen Volutengiebel erhalten hatte. An der anderen Schulhofseite, entlang der Straße in westlicher Richtung, stand ein langes Bauwerk hinter dem sich vorerst der Garten des Klosters erstreckte und fast bis zur damaligen Druisiansgasse reichte. Ein weiterer Gönner des Laurentianums, (Franz) Jakob de Groote (1664–1698), ein Sohn des Bürgermeisters Heinrich de Groote, stiftete der Schule eine Kapelle, die dem heiligen Laurentius geweiht wurde.
Weitere, nun umfangreichere Baumaßnahmen ließ im Jahr 1687 der Regens Franz Kaspar von Franken-Siersdorf durchführen. Der Theologe war wie schon sein Bruder Peter Josef von Franken-Siersdorf († 1727) Regens der Anstalt (bis 1730), lehrte seit 1711 als Professor der Theologie und wurde von 1720 bis 1724 Rektor der Universität. Als Kölner Weihbischof und Domherr starb er im Jahr 1770.

### Das Gymnasium im 18. Jahrhundert

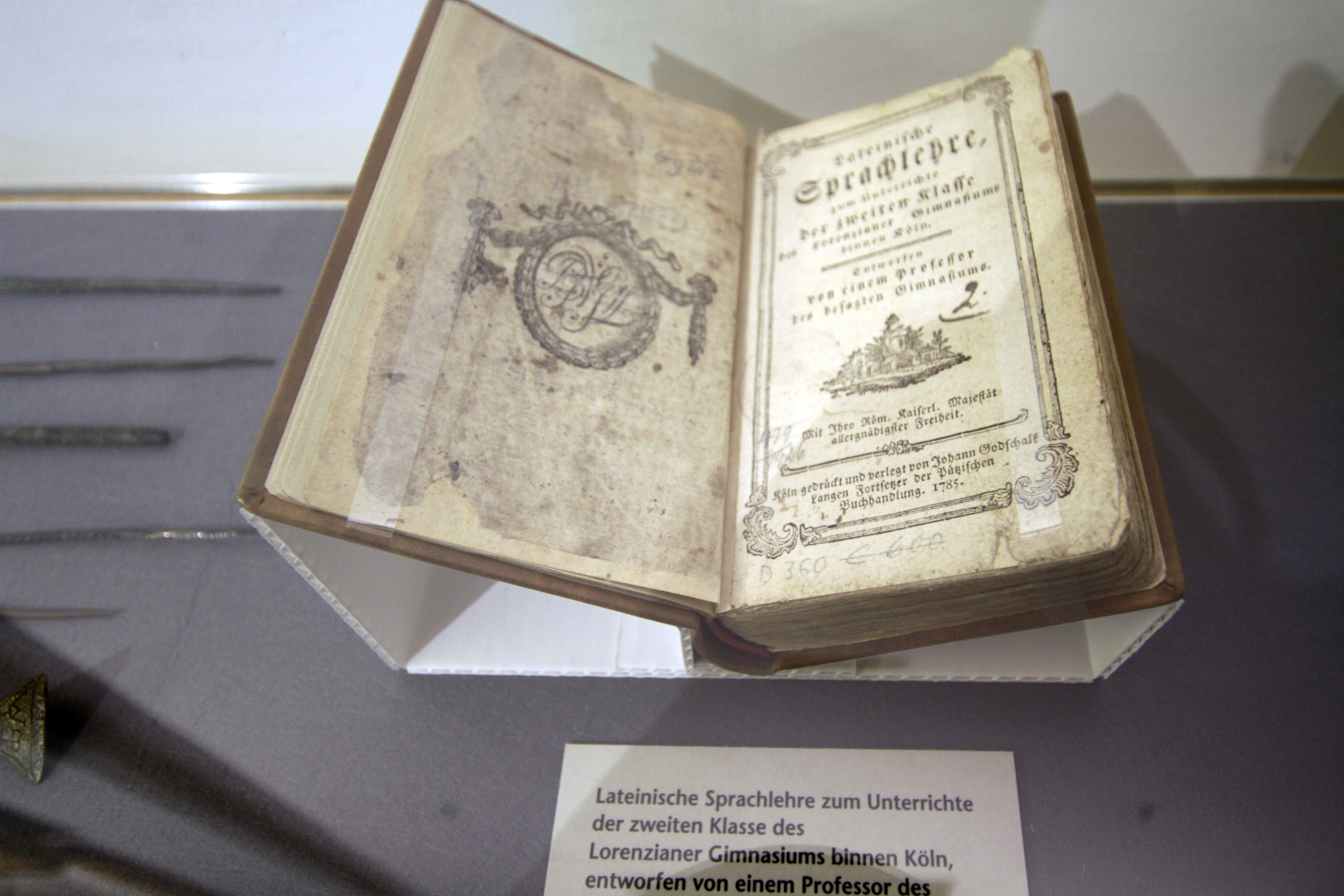
Lateinbuch der zweiten Klasse des Laurentianums (1785)

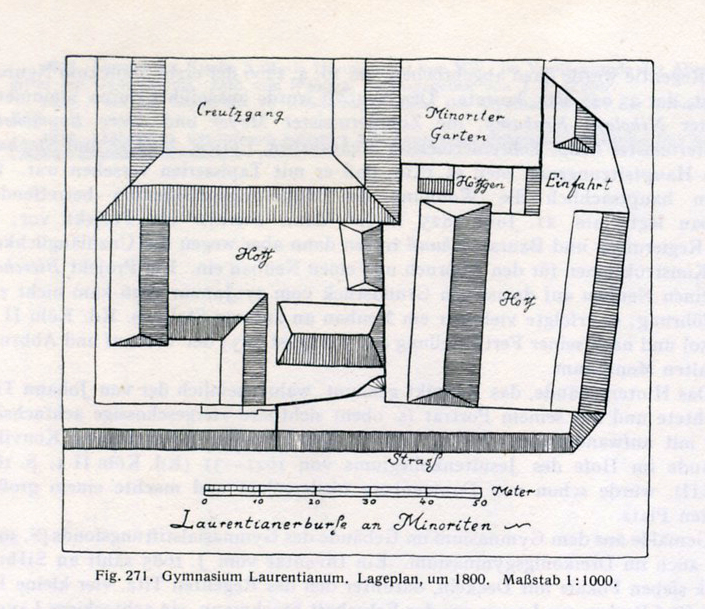
Lageplan des ehemaligen Laurentianums um 1800

Im 18. Jahrhundert wurden wesentliche Teile der veralteten Hauptanlage abgebrochen und erneuert. Etwa um 1766/67 wurden (wie auch am Montanum) die Hauptgebäude durch Neubauten ersetzt. So auch das von Reuschenberg gestiftete Fundationshaus und der gesamte straßenseitige Flügel vom Kloster bis an das Gebäude der 7. Klasse. Ebenso verfuhr man mit der Subregentie und einem als Theater genutzten Bau. Theateraufführungen an der Schule hatten Tradition. Bereits 1581 wurde etwa die Tragödie des St. Laurentius erstmals von den Scholaren des Laurentianums aufgeführt und jahrelang am Laurentiustag (10. August) vor zahlreichen Zuschauern wiederholt.
Auch hier am Laurentianum unterstanden die Arbeiten dem Bau- und Steinmetzmeister Nikolaus Krakamp und dem Zimmermeister Georg Bourscheid, wobei für die beiden Meister nach Abschluss ihrer Arbeiten ein Honorar von 8558 Reichstalern gezahlt wurde. Zusätzlich lieferte der Bildhauer Geiger ein Bildnis des Heiligen Laurentius, welches in einer Nische aufgestellt wurde und J. M. Metz wurde beauftragt einen Giebel al fresco auszumalen, sowie das Gartenhaus der Anstalt zu illuminieren. Die Stadtkasse wurde nach Ausweis der Ratsprotokolle insgesamt mit Kosten von 23.947 Reichstalern belastet.

### Aufhebung und private Nutzung
Mit den Neugliederungen der kommunalen Einrichtungen unter französischer Herrschaft wurde das Laurentianum vorübergehend zu einer der städtischen Écoles Secondaires und wurde im Jahr 1810 zu einer Fabrik umgewandelt, die dann um 1830 einem Neubau weichen musste. Bereits 25 Jahre später entstand an dieser Stelle ein neuer Museumsbau, ein Vorläufer des heutigen Museums für Angewandte Kunst.

### Teile des Nachlasses
Das Geschick der angeführten Personen war zu unterschiedlichen Zeiten eng mit der Geschichte des Laurentianum verbunden. Lebensdaten dieser Personen, aber auch weitere Details ihres Wirkens – nicht zuletzt zum Wohl dieser Lehranstalt und ihrer Schüler – sind der Stadt erhalten geblieben. Die Angaben werden in vielen Fällen durch noch vorhandene Gemälde ergänzt, die die Porträtierten in Anbetracht ihres gesellschaftlichen Ranges in Auftrag gaben. Alle Künstler dieser erhaltenen Werke sind nicht bekannt, jedoch werden sie mit „Rheinisch“, „Kölnisch“ oder als niederländische Arbeiten klassifiziert. Ein großer Teil der Arbeiten ist im Besitz des Kölner Gymnasial- und Stiftungsfonds, und eine Anzahl dieser Porträts sind heute in den Ausstellungsräumen des Kölner Stadtmuseums zu besichtigen.

#### Stiftergemälde mit Bezug auf das Laurentianum
- Arnold Luyde († 1540), Canonikus an St. Maria ad Gradus, Rektor der Universität und Regens des Laurentianum
- Heinrich Buescher († 1564), war Pfarrer an Klein St. Martin und 1520 Regens am Laurentianum. Er wurde 1537 Rektor der Universität
- Caspar von Mülheim, Bruder des Kölner Bürgermeisters Melchior, stiftete für das Laurentianum zwei Studienplätze für arme Kölner Studenten (Testament Dezember 1583)
- Johann Friedrich von der Leyen († 1619), Kurkölnischer und kurtrierischer Rat, war Stifter für das Laurentianum
- Wilhelm Manshoven († 1621), Canonikus des Domstifts und Rektor der Universität zu Köln, war Stifter für das Laurentianum
- Adolf v. d. Bongard (Gemäldedatierung 1625), Komtur zu Koblenz, war Stifter für das Laurentianum
- Zachaeus ab Horrich († 1633), Dr. jur., Canonikus des Domstifts und Rektor der Universität zu Köln, war Stifter für das Laurentianum
- Severinus Binius († 1641), Generalvikar. Binius war Regens des Laurentianum und Rektor der Universität
- Adam Tirctoris aus Kerpen, lehrte an der Bursa Laurentiana. Er war 1557 Kanonikus zweiten Grades an St. Gereon und 22 Jahre Prediger im Hohen Dom, sowie Pfarrer an St. Laurentius. Tirctoris machte einige Stiftungen, darunter eine für die Bibliothek der Universität. Er wurde 1572 von dieser zum Wortführer im Kampf gegen die protestantischen Geusen erkoren.[1]
- Graf Eberhard von Manderscheid-Blankenheim († 1608), Domherr und Stifter für das Laurentianum
- Johannes Venlo († 1621), Dr. jur. utr., Kurkölnischer Rat, Stifter für das Laurentianum
- Adrian Walenburg († 1669), Regens des Laurentianums und Weihbischof
- Cornelius Seulen aus Jülich († 1688), Dechant des Kastor-Stiftes in Carden, war Stifter für das Laurentianum
- Heinrich von Franken-Siersdorf († 1654), Regens und Stifter des Laurentianum, Kölner Domherr
- Johann Paes († 1727), Kaufmann und Stifter für das Laurentianum
- Peter Josef von Franken-Siersdorf († 1727), Kanoniker an St. Andreas, Regens des Laurentianum
- Johann Jakob von Wittgenstein (1754–1823), besuchte das Laurentianum. Er studierte dann in Köln und Göttingen Rechtswissenschaften
- Ferdinand Eugen von Franken-Siersdorf (1714–1781), Kanoniker an St. Andreas uns St Severin. Regens des Laurentianums (1751) und Rektor der Universität
- Arnold Christian Metternich († 1790), Regens des Laurentianums und Rektor der Universität
- Heinrich Josef Schüller († 1816), Kurkölnischer Hof- und Gerichtsrat, Stifter des Laurentianums

Bis auf die Quellenangabe zu Adam Tirctoris entstammen die Daten der Sammlung des Kölner Gymnasial- und Stiftungsfonds.

### Schüler
- Arnoldus Vesaliensis (um 1484–1534), deutscher Humanist
- Arnold Meshov (1591–1667), römisch-katholischer Geistlicher, Theologe und Gymnasiallehrer
- Jacob Israel (1621–1674), deutscher Mediziner, ab 1652/53 Professor in Heidelberg
- Christian Sommer (1767–1835), deutscher Jurist und Jakobiner